# San Francisco 49ers 1996
La stagione 1996 dei San Francisco 49ers è stata la 47ª della franchigia nella National Football League. La squadra ebbe il miglior posto record della propria division assieme ai Carolina Panthers, 12–4, si classificò seconda avendo perso entrambe le sfide coi Panthers.
Anche se la squadra fu competitiva per tutta la stagione, fu tormentata dagli infortuni dei giocatori in attacco e di un gioco sulle corse non all'altezza. Fu l'ultima stagione da capo-allenatore di George Seifert e anche l'ultima con Pete Carroll come coordinatore offensivo.

## Partite

### Stagione regolare
| Turno | Data              | Avversario             | Risultato     | TV Ora      | Pubblico |
| ----- | ----------------- | ---------------------- | ------------- | ----------- | -------- |
| 1     | 1/9/1996          | New Orleans Saints     | V 27–11       | FOX 1:00pm  | 63,970   |
| 2     | 8/9/1996          | St. Louis Rams         | V 34–0        | FOX 1:00pm  | 63,624   |
| 3     |                   | Settimana di pausa     |               |             |          |
| 4     | 22/9/1996         | at Carolina Panthers   | S 7–23        | FOX 10:00am | 72,224   |
| 5     | 29/9/1996         | Atlanta Falcons        | V 39–17       | FOX 1:00pm  | 62,995   |
| 6     | 6/10/1996         | at St. Louis Rams      | V 28–11       | FOX 10:00am | 61,260   |
| 7     | 14/10/1996 (Lun.) | at Green Bay Packers   | S 20–23 (DTS) | ABC 6:00pm  | 60,716   |
| 8     | 20/10/1996        | Cincinnati Bengals     | W 28–21       | NBC 1:00pm  | 63,218   |
| 9     | 27/10/1996        | at Houston Oilers      | V 10–9        | FOX 10:00am | 53,664   |
| 10    | 3/11/1996         | at New Orleans Saints  | V 24–17       | ESPN 5:00pm | 53,297   |
| 11    | 10/11/1996        | Dallas Cowboys         | S 17–20 (DTS) | FOX 1:00pm  | 68,919   |
| 12    | 17/11/1996        | Baltimore Ravens       | V 38–20       | NBC 1:00pm  | 51,596   |
| 13    | 24/11/1996        | at Washington Redskins | V 19–16 (DTS) | FOX 10:00am | 54,235   |
| 14    | 2/12/1996 (Lun.)  | at Atlanta Falcons     | W 34–10       | ABC 6:00pm  | 46,318   |
| 15    | 8/12/1996         | Carolina Panthers      | S 24–30       | FOX 1:00pm  | 66,291   |
| 16    | 15/12/1996        | at Pittsburgh Steelers | V 25–15       | FOX 10:00am | 59,823   |
| 17    | 23/12/1996        | Detroit Lions          | V 24–14       | ABC 6:00pm  | 61,921   |

### Playoff
| Turno      | Data       | Avversario             | Risultato |
| ---------- | ---------- | ---------------------- | --------- |
| Wild card  | 29/12/1996 | vs Philadelphia Eagles | V 14-0    |
| Divisional | 4/1/1997   | at Green Bay Packers   | S 14-35   |